# Lilla Abborrasjön (Roasjö socken, Västergötland)
Lilla Abborrasjön är en sjö i Svenljunga kommun i Västergötland och ingår i Viskans huvudavrinningsområde.